# Повесть о «Неистовом»
«Повесть о „Неистовом“» — советский односерийный художественный фильм, снятый в 1947 году режиссёром Борисом Бабочкиным.

## Сюжет
В фильме рассказывается о боевом походе миноносца «Неистовый» в Баренцевом море для сопровождения танкера. Действие фильма происходит летом 1943 года.

## В ролях
| Актёр              | Роль                                                    |
| ------------------ | ------------------------------------------------------- |
| Борис Бабочкин     | командир миноносца «Неистовый» Никитин                  |
| Виктор Миронов     | замполит Карпов                                         |
| Алексей Алексеев   | старший лейтенант Добродомов                            |
| Чеслав Сушкевич    | штурман Венцов                                          |
| Дмитрий Дубов      | доктор Маковкин                                         |
| Виктор Проклов     | радист Заболотный                                       |
| Иван Кузнецов      | механик Катрич                                          |
| О. Мерцедин        | старпом Соловьёв                                        |
| Александр Баранов  | Градов                                                  |
| Александр Гречаный | старшина Пашков                                         |
| Пётр Савин         | Кочетков                                                |
| Михаил Глузский    | Тарапата                                                |
| О. Ваньков         | матрос «Неистового»                                     |
| М. Атаев           | матрос «Неистового»                                     |
| А. Карасев         | матрос «Неистового»                                     |
| В. Клиш            | матрос «Неистового»                                     |
| Я. Трайнин         | матрос «Неистового»                                     |
| В. Сударев         | матрос «Неистового»                                     |
| Иван Переверзев    | командир «126»-го Мезенцев                              |
| Леонид Кмит        | радист «126»-го Филатов                                 |
| Александр Смирнов  | матрос «126»-го, одессит Илья Ласточкин                 |
| В. Казанский       | матрос «126»-го Сенушкин                                |
| В. Бондарева       | метеоролог с острова Диксон Екатерина Григорьевна Бойко |
| Галина Фролова     | лейтенант Кузьмина                                      |
| Е. Феоктистова     | Маша                                                    |
| Э. Кравченко       | Мезенцева                                               |
| Михаил Державин    | командующий флотом                                      |
| Борис Бовыкин      | Володя                                                  |
| Лев Потёмкин       | дежурный по штабу Нефёдов                               |

## Съёмочная группа
- Автор сценария: Павел Фурманский
- Режиссёр: Борис Бабочкин
- Операторы:
  - Иоланда Чен
  - Александр Шеленков
- Художник: Михаил Юферов
- Композитор: Виссарион Шебалин

## Технические данные
- Производство: «Мосфильм»
- Художественный фильм, односерийный, чёрно-белый
- В роли эсминца «Неистовый» снимался лидер эсминцев «Баку».
- Съёмки фильма проводились в Полярном[1].